# Любаш (Малопольське воєводство)
Любаш (пол. Lubasz) — село в Польщі, у гміні Щуцин Домбровського повіту Малопольського воєводства.
Населення — 851 особа (2011).
У 1975-1998 роках село належало до Тарновського воєводства.

## Демографія
Демографічна структура станом на 31 березня 2011 року:
|          | Загалом | Допрацездатний вік | Працездатний вік | Постпрацездатний вік |
| -------- | ------- | ------------------ | ---------------- | -------------------- |
| Чоловіки | 434     | 72                 | 319              | 43                   |
| Жінки    | 417     | 83                 | 235              | 99                   |
| Разом    | 851     | 155                | 554              | 142                  |